# Ґедзь бичачий
Ґедзь бичачий (Tabanus bovinus) — вид двокрилих комах з родини ґедзів (Tabanidae).

## Поширення
Вид поширений в Європі, Північній Азії і на північно-заході Африки. Віддає перевагу пасовищам та узліссям, зустрічаючись на висоті до 2000 метрів над рівнем моря.

## Опис
Довжина тіла від 10 до 24 мм. Тіло темно-коричневого кольору. Груди покриті жовтуватими волосками та чорнуватими смугами. Сегменти черевця зверху з білим трикутником посередині і облямовані ззаду червоно-жовтою смужкою. Крила злегка коричневі.

## Спосіб життя
Самці живляться нектаром квітів. Самиці, перед тим, як відкласти яйця, п'ють кров ссавців. Самиця відкладає яйця на рослини, часто поблизу води. Личинки живуть у вологому ґрунті і ведуть хижий спосіб життя.